# Eupithecia saueri
Eupithecia saueri là một loài bướm đêm trong họ Geometridae.